# Fala (Sprache)
Fala ist eine romanische Sprache. Sie stellt einen Zweig des Galicisch-Portugiesischen dar und wird heute in den Gemeinden San Martín de Trevejo (in Fala: Sa Martín de Trebellu), Eljas (As Ellas) und Valverde del Fresno (Valverdi du Fresnu) im Valle de Jálama (Val de Xálima) und im Val du riu Ellas, zwei Tälern im Nordwesten der spanischen Provinz Cáceres an der Grenze zu Portugal, gesprochen.
„Fala“ ist zugleich die regionale Bezeichnung für allgemein die informelle Sprachebene, wie sie in der Familie und Nachbarschaft zur Anwendung gelangt.

## Alphabet
Das Alphabet hat 23 Buchstaben:

| Großbuchstaben  | Großbuchstaben | Großbuchstaben | Großbuchstaben | Großbuchstaben | Großbuchstaben | Großbuchstaben | Großbuchstaben | Großbuchstaben | Großbuchstaben | Großbuchstaben | Großbuchstaben | Großbuchstaben | Großbuchstaben | Großbuchstaben | Großbuchstaben | Großbuchstaben | Großbuchstaben | Großbuchstaben | Großbuchstaben | Großbuchstaben | Großbuchstaben | Großbuchstaben | Großbuchstaben | Großbuchstaben | Großbuchstaben |
| --------------- | -------------- | -------------- | -------------- | -------------- | -------------- | -------------- | -------------- | -------------- | -------------- | -------------- | -------------- | -------------- | -------------- | -------------- | -------------- | -------------- | -------------- | -------------- | -------------- | -------------- | -------------- | -------------- | -------------- | -------------- | -------------- |
| A               | B              | C              | D              | E              | F              | G              | H              | I              | J              | L              | M              | N              | O              | P              | Q              | R              | S              | T              | U              | V              | X              | Z              |                |                |                |
| Kleinbuchstaben |                |                |                |                |                |                |                |                |                |                |                |                |                |                |                |                |                |                |                |                |                |                |                |                |                |
| a               | b              | c              | d              | e              | f              | g              | h              | i              | j              | l              | m              | n              | o              | p              | q              | r              | s              | t              | u              | v              | x              | z              |                |                |                |

## Verbreitung
In jeder der genannten Gemeinden bestehen eigenständige Dialekte. Die Zahl der Sprecher in den Gemeinden wird auf 6.000 bis zum Teil 10.000 Sprecher geschätzt; der Anteil der Menschen in diesen Orten, die ständig Fala in der Familie sprechen, steigt und betrug 1994 etwa 80 Prozent. Wie schwierig die Zuordnung ist, zeigt folgende Umfrage von José Luis Martín Galindo aus dem Jahr 1993: In San Martín de Trevejo bezeichnen 13 Prozent der Einwohner das Fala als Dialekt des Castellano, 20 Prozent als portugiesischen Dialekt und 67 Prozent als eigene Sprache. Nach dem Galicischen, dessen Orthographie für das Fala bewusst nicht übernommen worden ist, wurde hierbei nicht gefragt.

## Entstehung
Die Theorien zur Herkunft des Fala sind vielfältig, die Sprache dürfte jedoch vermutlich im 13. Jahrhundert im Zuge der Reconquista entstanden sein. Aus dieser Zeit stammen wohl auch die von vielen Linguisten konstatierten Einflüssen der mittelalterlichen asturleonischen Sprache. Antonio Viudas Camarasa hält Fala für eine Übergangsform zwischen dem Galicisch-Portugiesischen und dem alten Asturleonesischen, die sich verselbstständigt hat. José Luis Martín Galindo (1993) vermutet auch keltische Einflüsse, die besonders in Toponymen deutlich werden. Darüber hinaus nehmen Sprachforscher an, dass eine enge Beziehung zu der in Sabugal in Portugal gesprochenen Sprache sowie zum Dialekt von La Alamedilla (Provinz Salamanca) und eventuell auch zu Dialekten der Extremadura besteht.

## Merkmale

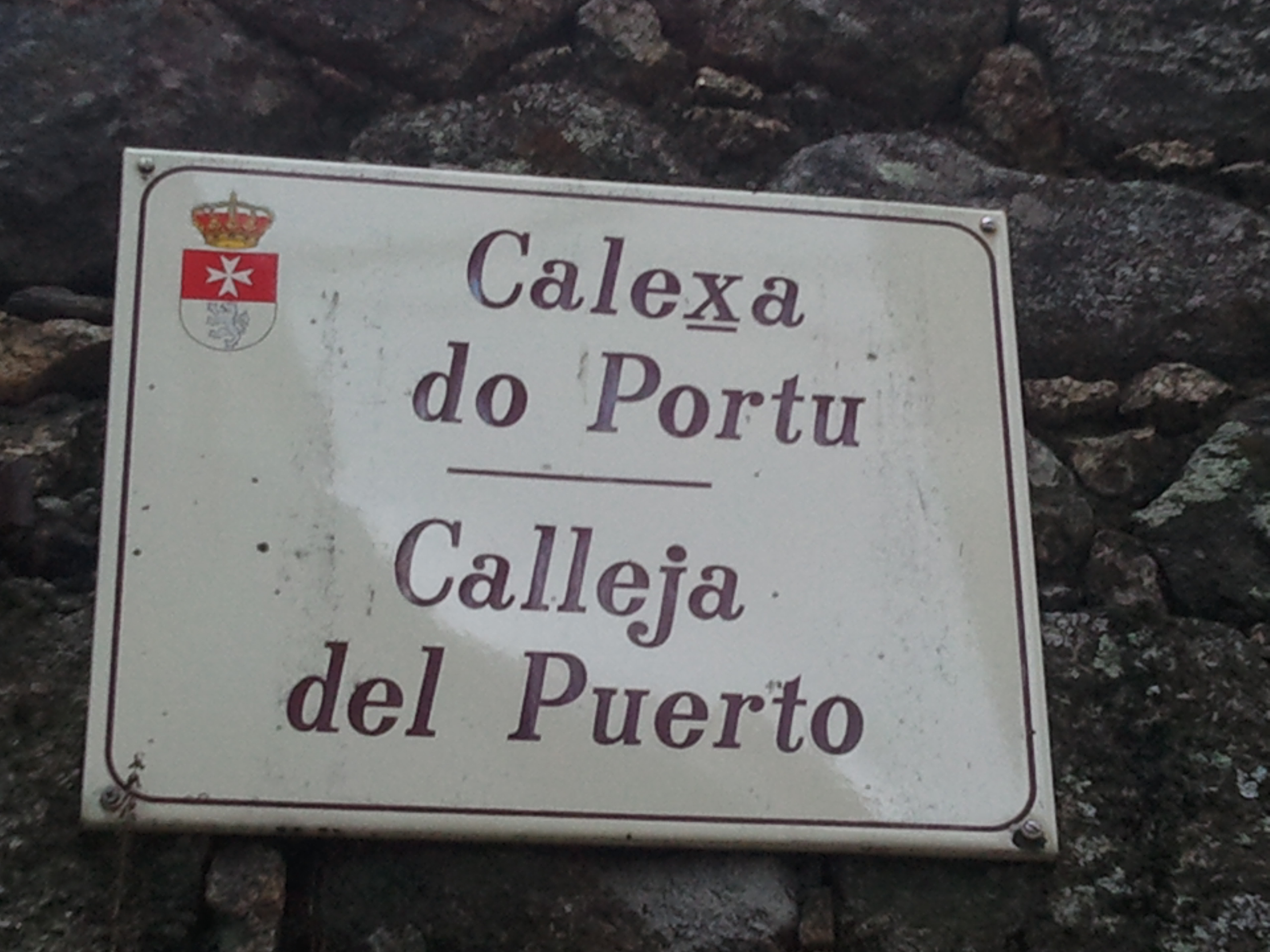
Zweisprachiges Straßenschild (Fala / Spanisch) in San Martín de Trevejo

Typisch sind der Wandel der auf eine betonte Silbe folgenden Vokale -o und -e in -u und -i (castellu statt castello: Burg, calli statt calle: Gasse), des Schlusskonsonanten -r in -l, des stimmhaften z in ein interdentales d und der Schwund des -n meist in unbetonten Silben am Wortende.
- Beispiel: u día da nosa fala (kastilisches Spanisch: un día de nuestra habla) = „ein Tag unserer Sprache“